# Thamnodynastes almae
Espèce
Thamnodynastes almae  est une espèce de serpents de la famille des Dipsadidae.

## Répartition
Cette espèce est endémique du Brésil. Elle se rencontre dans le sud du Ceará et dans l'État d'Amazonas.

## Description
C'est un serpent vivipare.

## Étymologie
Cette espèce est nommée en l'honneur de Sylvia Alma Renata Wilma de Lemos Romano-Hoge.

## Publication originale
- Franco & Ferreira, 2003 "2002" : Descrição de uma nova espécie de Thamnodynastes Wagler, 1830 (Serpentes, Colubridae) do nordeste brasileiro, com comentários sobre o gênero. Phyllomedusa, vol. 1, no 2, p. 57-74 (texte intégral).